# Chèvre et Mouton
Chèvre et Mouton est une peinture à l'encre de Chine et couleurs sur rouleau de papier horizontal, réalisée par l'artiste Chinois Zhao Mengfu. Cette peinture revêt très probablement un sens métaphorique. Elle est désormais conservée à la Freer Gallery of Art, à Washington.

## Contexte
Cette peinture a été réalisée sous la dynastie Yuan, ce qui explique le choix des sujets, les Mongols au pouvoir favorisant vraisemblablement les représentations de chevaux, de moutons et de chèvres. Il s'agit de la seule œuvre connue de Zhao Mengfu dont les colophons évoquent les problèmes de loyauté de la famille Zhao avec le pouvoir Mongol en place.

## Description
Chèvre et Mouton est une peinture à l'encre sur rouleau de papier horizontal. Sa date de réalisation est inconnue. La technique employée, à l'encre pour tracer les contours des éléments représentés, est typique des vieilles peintures chinoises. L'ensemble montre une chèvre et un mouton qui se regardent, ainsi qu'un texte calligraphié, ces trois éléments étant en étroite interaction. La position géométrique de chaque élément semble particulièrement étudiée, notamment pour ce qui concerne la tête, le ventre et les sabots du mouton et de la chèvre.

## Analyse
D'après la classification de Liu Longteng, cette peinture appartient à la catégorie des « peintures d'animaux » réalisées par Zhao Mengfu. Le symbolisme de cette peinture a suscité de nombreux commentaires, en effet, il renvoie en effet à deux animaux yang. Chu Tsing-Li estime que la chèvre et le mouton représentent deux généraux de l'époque de la dynastie Han. La relation entre les animaux et la calligraphie a également été beaucoup commentée : la peinture semble avoir un sens métaphorique, semblable à celle des Deux chevaux de Ren Renfa.

## Parcours de la peinture
Chèvre et Mouton semble avoir constitué, dès l'origine, l'une des plus fameuses peintures de Zhao Mengfu. Cette œuvre est conservée à la Freer Gallery of Art, à Washington D.C..